# ملبودة
المَلْبُودَة أو بِيلُوقَرْبُوس أو الجبورندي أو مُكَمَّمَةُ الثَّمَر (الاسم العلمي: Pilocarpus) (بالإنجليزية: Jaborandi)‏ هو جنس من النباتات يتبع الفصيلة السذابية من رتبة الصابونيات.

## من أنواع الملبودة
- جبورندي بيروفي (الاسم العلمي:Pilocarpus peruvianus)
- جبورندي جناحي (الاسم العلمي:Pilocarpus alatus)
- جبورندي ريدلياني (الاسم العلمي:Pilocarpus riedelianus)
- جبورندي سنبلي (الاسم العلمي:Pilocarpus spicatus)
- جبورندي صغير الأوراق (الاسم العلمي:Pilocarpus microphyllus)
- جبورندي عملاق (الاسم العلمي:Pilocarpus giganteus)
- جبورندي عثكولي (الاسم العلمي:Pilocarpus racemosus)
- جبورندي قليل الأزهار (الاسم العلمي:Pilocarpus pauciflorus)
- جبورندي كبير الأزهار (الاسم العلمي:Pilocarpus grandiflorus)
- جبورندي متلم (الاسم العلمي:Pilocarpus sulcatus)
- جبورندي بسيط (الاسم العلمي:Pilocarpus simplex)
- جبورندي ثلاثي الأوراق (الاسم العلمي:Pilocarpus trifoliolatus)
- جبورندي جزري (الاسم العلمي:Pilocarpus insularis)
- جبورندي دقيق الأزهار (الاسم العلمي:Pilocarpus minutiflorus)
- جبورندي ريشي (الاسم العلمي:Pilocarpus pinnatus)
- جبورندي صغير الأزهار (الاسم العلمي:Pilocarpus parviflorus)
- جبورندي طويل الساق (الاسم العلمي:Pilocarpus longipes)
- جبورندي غاري الأوراق (الاسم العلمي:Pilocarpus laurifolius)
- جبورندي غوياني (الاسم العلمي:Pilocarpus guyanensis)
- جبورندي كوبي (الاسم العلمي:Pilocarpus cubensis)
- جبورندي مر (الاسم العلمي:Pilocarpus amarus)
- جبورندي مفصص ريشي (الاسم العلمي:Pilocarpus pinnatifidus)
- جبورندي مألوف (الاسم العلمي:Pilocarpus jaborandi)
- جبورندي خشن العرف (الاسم العلمي:Pilocarpus trachylophus)
- جبورندي ريشي الأوراق (الاسم العلمي:Pilocarpus pennatifolius)
- (الاسم العلمي:Pilocarpus demerarae)
- (الاسم العلمي:Pilocarpus carajaensis)
- (الاسم العلمي:Pilocarpus manuensis)
- (الاسم العلمي:Pilocarpus goudotianus)
- (الاسم العلمي:Pilocarpus lisboanus)
- (الاسم العلمي:Pilocarpus novogranatensis)
- (الاسم العلمي:Pilocarpus subcoriaceus)
- (الاسم العلمي:Pilocarpus ypanemensis)
- (الاسم العلمي:Pilocarpus trijugatus)
- (الاسم العلمي:Pilocarpus humboldtii)